# Александар Аљметов
Александар Давлетович Аљметов (рус. Александр Давлетович Альметов; Кијев, 18. јануар 1940 — Москва, 21. септембар 1992) био је совјетски и руски хокејаш на леду који је играо на позицијама централног нападача. Заслужни је мајстор спорта Совјетског Савеза од 1963. године. Један је од најуспешнијих совјетских хокејаша свих времена, олимпијски, светски и европски првак.
Као члан сениорске репрезентације Совјетског Савеза учествовао је на ЗОИ 1960. у Скво Валију када је совјетски тим освојио бронзану медаљу, те на ЗОИ 1964. у Инзбруку када је освојена златна олимпијска медаља. Са репрезентацијом је освојио и 5 титула светског првака и 6 титула првака Европе. На светским првенствима одиграо је укупно 35 утакмица и постигао 30 погодака.
Целокупну играчку каријеру која је трајала 10 сезона провео је у редовима московске ЦСКА са којим је освојио чак 7 титула националног првака и три трофеја намењена победнику националног купа. У совјетском првенству одиграо око 220 утакмица и постигао 212 погодака.